# Gain (énekesnő)
Szon Gain (hangul: 손가인, handzsa: 孫佳人, RR: Son Ga-in; 1987. szeptember 20.–), ismert művésznevén Gain dél-koreai idol, énekesnő, a Brown Eyed Girls együttes tagjaként lett ismert, majd szólóénekesnőként is hírnevet szerzett. Ugyancsak nagy népszerűségre tett szert a We Got Married című valóságshow-val, valamint az All My Love For You című szitkommal, melyekben Cso Gvon (Jo Kwon), a 2AM együttes tagja volt a partnere.

## Diszkográfia

### Középlemezek
| Cím                                                     | Adatok | Legmagasabb helyezés | Legmagasabb helyezés | Eladási adatok |
| Cím                                                     | Adatok | KOR                  | US World             | Eladási adatok |
| ------------------------------------------------------- | --- | -------------------- | -------------------- | -------------- |
| Step 2/4                                                | - Kiadás dátuma: 2010. október 8. - Kiadó: Nega Network, LOEN Entertainment - Formátum: CD+DVD, digitális      | 2                    | —                    | - KOR: 9700+   |
| Talk About S                                            | - Kiadás dátuma:2012. október 5. - Kiadó: LOEN Entertainment - Formátum: CD, digitális                         | 2                    | —                    | - KOR: 10 000+ |
| Romantic Spring (Cso Hjonguval(ko))                     | - Kiadás dátuma: 2013. április 8. - Kiadó: LOEN Entertainment - Formátum: CD, digitális                        | 3                    | —                    | - KOR: 5100+   |
| Truth or Dare                                           | - Kiadás dátuma: 2014. február 6. - Kiadó: APOP Entertainment, LOEN Entertainment - Formátum: CD, digitális    | 6                    | —                    | - KOR: 6500+   |
| Hawwah                                                  | - Kiadás dátuma: 2015. március 12. - Kiadó: APOP Entertainment, LOEN Entertainment - Formátum: CD, digitális   | 5                    | 9                    | - KOR: 4300+   |
| End Again                                               | - Kiadás dátuma: 2016. szeptember 8. - Kiadó: APOP Entertainment, LOEN Entertainment - Formátum: CD, digitális | 5                    | —                    | - KOR: 2,747   |
| "—" nem szerepelt a listán vagy nem adták ki a régióban | |                      |                      |                |

### Kislemezek
| Cím | Év   | Legmagasabb helyezés | Legmagasabb helyezés | Eladási adatok    | Lemez                   |
| Cím | Év   | KOR Kaon (Gaon)      | KOR Hot 100          | Eladási adatok    | Lemez                   |
| --- | ---- | -------------------- | -------------------- | ----------------- | ----------------------- |
| Must Have Love (ft. Kim Jongdzsun (Kim Yong-jun)/SG Wannabe) | 2006 | N/A                  | N/A                  | Ismeretlen        | Must Have Love          |
| Must Have Friends (ft. Kim Jongdzsun (Kim Yong-jun)/SG Wannabe) | 2006 | N/A                  | N/A                  | Ismeretlen        | Must Have Love          |
| Tomorrow (ft. Hyuna, Uee és Han Szungjon (Han Seung-yeon) mint 4Tomorrow) | 2009 | N/A                  | N/A                  | Ismeretlen        | nem szerepel albumon    |
| Irreversible (돌이킬 수 없는) | 2010 | 1                    | N/A                  | - KOR: 1 643 151+ | Step 2/4                |
| Bad Temper | 2010 | 11                   | N/A                  | Ismeretlen        | nem szerepel albumon    |
| Bloom (피어나) | 2012 | 2                    | 2                    | - KOR: 1 914 675+ | Talk About S            |
| Nostalgia (노스텔지아) (ft. Eric Mun/Shinhwa) | 2012 | 13                   | 14                   | - KOR: 443 232+   | nem szerepel albumon    |
| Brunch (ft. Cso Hjongu(ko)) | 2013 | 19                   | 36                   | - KOR: 235 930+   | Romantic Spring         |
| Fxxk U (ft. Bumkey) | 2014 | 3                    | 2                    | - KOR: 651 438+   | Truth or Dare           |
| Truth or Dare (진실 혹은 대담) | 2014 | 8                    | 7                    | - KOR: 432 674+   | Truth or Dare           |
| A Tempo | 2014 | 22                   | 29                   | - KOR: 130 915+   | nem szerepel albumon    |
| Apple (ft. Jay Park) | 2015 | 2                    | N/A                  | - KOR: 625 263+   | Hawwah                  |
| Paradise Lost | 2015 | 6                    | N/A                  | - KOR: 366 047+   | Hawwah                  |
| When The Twelve O’clock (열두 시가 되면) | 2015 | 24                   | N/A                  | - KOR: 197 696+   | When The Twelve O’clock |
| Carnival (The Last Day) | 2016 | 40                   | N/A                  | - KOR: 131 861+   | End Again               |
| Pray (ft. Jeff Bernat) | 2017 | 82                   | N/A                  | Ismeretlen        | nem szerepel albumon    |
| "—" nem szerepelt a listán vagy nem adták ki a régióban. A Billboard K-Pop Hot 100 lista 2011 augusztusában indult és 2014 júliusában szűnt meg, majd 2017 májusában újraindították. |      |                      |                      |                   |                         |